# Silvestriola asphodeli
Silvestriola asphodeli är en tvåvingeart som först beskrevs av Barnes 1935.  Silvestriola asphodeli ingår i släktet Silvestriola och familjen gallmyggor. Inga underarter finns listade i Catalogue of Life.